# Akromegalia
Akromegalia (łac. acromegalia) – choroba spowodowana nadmiernym wydzielaniem hormonu wzrostu (somatotropiny) przez hormonalnie czynnego gruczolaka komórek kwasochłonnych przedniego płata przysadki mózgowej. Akromegalia występuje u osób dorosłych, u których skończony został proces wzrastania kości, a nasady kości długich uległy mineralizacji i zrośnięciu. U dzieci i młodzieży nadmiar hormonu wzrostu powoduje gigantyzm, odróżniający się od akromegalii nadmiernym wzrostem kości długich.

## Historia
Jako pierwszy zespół objawów opisał i nazwał akromegalią Pierre Marie w 1886 roku. Hipotezę o związku przyczynowo-skutkowym między powiększeniem przysadki a akromegalią postawił w 1887 roku Oskar Minkowski, a Harvey Cushing w 1909 roku przeprowadził udaną operację usunięcia guza przysadki. Po operacji objawy choroby ustąpiły.

## Objawy i przebieg
- Rozrost tkanek miękkich – stóp i dłoni, żuchwy, nosa (wczesny objaw[3]), małżowin usznych, języka, wałów nadoczodołowych, serca. Powiększenie języka może spowodować problemy z mową, obturacyjny bezdech senny.
- Przerost i deformacja kości, deformacje stawów, bóle stawów i kości
- Powiększenie narządów wewnętrznych (wisceromegalia – splenomegalia, hepatomegalia, kardiomegalia)
- Wzmożona potliwość (zlewne poty)
- Pogrubienie skóry, nadmierne owłosienie
- Cukrzyca z insulinoopornością
- Nadciśnienie i choroby układu sercowo-naczyniowego (kardiomegalia)
- Bóle głowy
- Zespół cieśni kanału nadgarstka, niedowłady
- Zaburzenia czynności wzroku (ograniczone pola widzenia)
- Zaburzenia miesiączkowania, brak miesiączki, mlekotok, zaburzenia potencji, obniżone libido
- Kamica nerkowa
- Zaparcia
- Polipy jelita grubego
- Przerost mięśni.

## Rozpoznanie

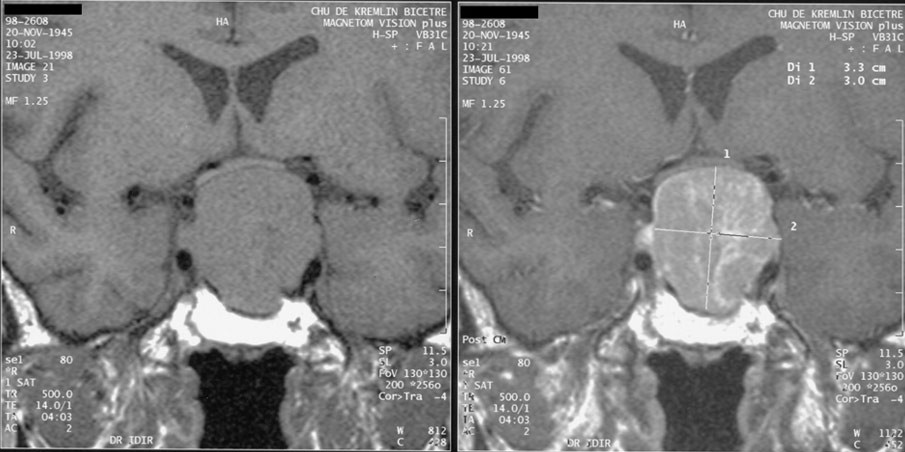
Makrogruczolak przysadki uwidoczniony w badaniu RM u pacjenta z objawami akromegalii

- Określenie poziomu IGF-1 – to najczulszy i najbardziej przydatny test laboratoryjny[1].
- Wzrost stężenia hormonu wzrostu w surowicy. W związku z istnieniem znacznych wahań dobowych poziomu hormonu wzrostu w surowicy, należy wykonać profil dobowy stężenia hormonu wzrostu w surowicy.
- Brak hamowania lub niedostateczne hamowanie wydzielania hormonu wzrostu po podaniu glukozy w teście doustnego obciążenia glukozą (OGTT). Zmniejszenie stężenia hormonu wzrostu w surowicy do wartości 1 ng/ml po podaniu doustnym 75 g glukozy w zasadzie wyklucza akromegalię.
- Wzrost stężenia somatomedyny C w surowicy.
- Badania radiologiczne: tomografia komputerowa oraz obrazowanie metodą rezonansu magnetycznego[1].

## Leczenie

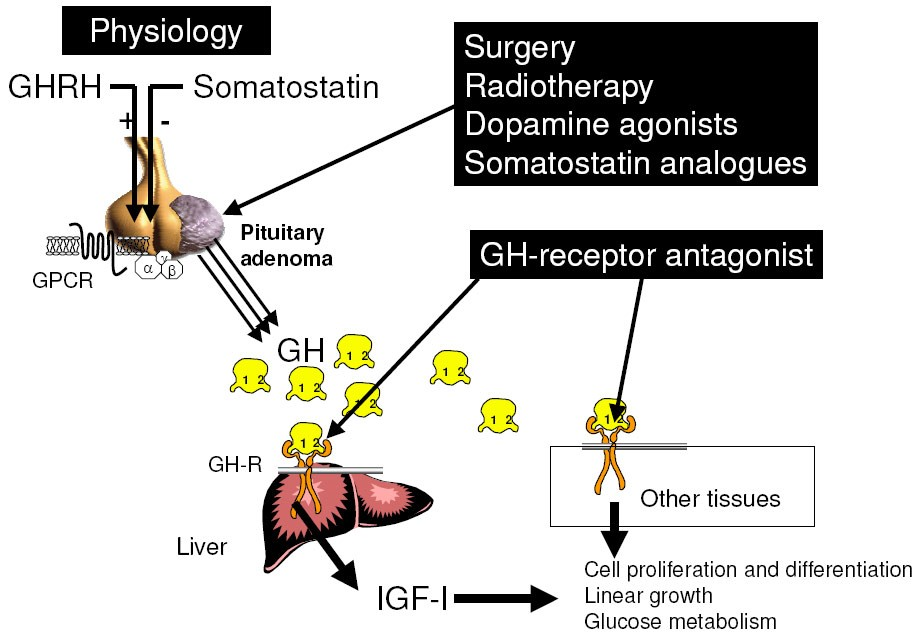
Większość gruczolaków ma charakter prolaktynomy, stosuje się leczenie dodatkowe lekami dopaminergicznymi (agonistami dopaminy – bromokryptyną, kabergoliną), a także antagonistami receptora hormonu wzrostu (pegwisomantem).

Leczenie operacyjne jest metodą z wyboru i polega na usunięciu gruczolaka z dostępu przez zatokę klinową (transsfenoidalnie), ewentualnie przezczaszkowo (transskranialnie). Przygotowanie do zabiegu operacyjnego polega na podawaniu syntetycznych analogów somatostatyny.
Leczenie farmakologiczne analogami somatostatyny o przedłużonym działaniu (oktreotyd, lanreotyd, wapreotyd, pazyreotyd) wdraża się, gdy istnieją przeciwwskazania do zabiegu lub gdy pacjent nie wyraża nań zgody, albo gdy leczenie operacyjne okazało się nieskuteczne lub guz jest nieoperacyjny (nacieka nerw wzrokowy).
Ponieważ większość gruczolaków ma charakter prolaktynomy, stosuje się leczenie dodatkowe lekami dopaminergicznymi (agonistami dopaminy – bromokryptyną, kabergoliną), a także antagonistami receptora hormonu wzrostu (pegwisomantem).
Radioterapia (teleradioterapia, nóż gamma) stosowana jest jako leczenie uzupełniające w razie niepowodzenia leczenia chirurgicznego i farmakologicznego.

## Rokowanie
Umieralność u chorych z nieleczonymi guzami przysadki produkującymi hormon wzrostu jest ponad dwukrotnie większa, głównie z powodu powikłań sercowych (kardiomegalia, niedomykalność zastawek) i chorób mózgowonaczyniowych.